# Patrícia Gabancho i Ghielmetti
Pour les articles homonymes, voir Ghielmetti.
Patrícia Gabancho i Ghielmetti, née à Buenos Aires (Argentine) le 29 septembre 1952 et morte à Barcelone (Espagne) le 28 novembre 2017,, est une écrivaine et journaliste argentino-espagnole d'expression catalane.

## Biographie
Patrícia Gabancho étudie le catalan et le journalisme à Buenos Aires. Elle y rencontre des dissidents espagnols, indépendantistes catalans de gauche. La veille de ses 22 ans, en 1974, elle déménage en Catalogne, afin de mieux connaître Barcelone et de mieux comprendre la région, puis finit par s'y installer définitivement.
Elle publie de nombreux livres sur des thèmes culturels (le théâtre, le tango, la littérature), sur l'histoire et la politique de la Catalogne, ainsi que sur l'urbanisme de Barcelone. Elle écrit régulièrement dans les journaux Ara et El País.
Devenue partisan de l'indépendantisme catalan, elle participe activement au débat dans les différents médias. Sa Crònica de la independència est la meilleure vente d'essai de la Sant Jordi de 2009. Déjà membre du Cercle d'études souverainistes, elle s'investit à partir de 2011 dans l'Assemblée nationale catalane. En 2014, elle devient vice-présidente de la société savante l'Athénée barcelonais, alors présidée par l'historien Jordi Casassas i Ymbert, souverainiste convaincu.
Ses archives personnelles sont déposées à la bibliothèque du Pavillon de la République de l'université de Barcelone.
Elle meurt le 28 novembre 2017 d'un cancer du poumon.

## Publications
- Les dones del 1714 (2014)
- La néta d'Adam (2012)
- L'autonomia que ens cal és la de Portugal (2012)[7]
- A la intempèrie. Una memòria cruel de la Transició catalana (1976-1978). Barcelona: Columna, 2011.
- El retorn dels catalans (2010)[8]
- La batalla de l'Estatut (2010)[9]
- Crònica de la independència (2009)[10]
- Apàtrides, incultes i (de vegades) analfabets (2008)[11]
- El fil secret de la història (2007)[12]
- El preu de ser catalans. Una cultura mil·lenària en vies d'extinció (2007)[13]
- La postguerra cultural a Barcelona (1939-1959) (2005)[14]
- Sobre la immigració (2001), tome 5 de la collection Carta a la societat catalana[15]
- El Besòs. El riu que mirava passar els trens (1999)[16]
- El segle XX vist per les àvies, avec Emma Aixalà (1999)[17]
- Despert entre adormits. Joan Maragall i la fi de segle a Barcelona (1998)[18]
- Barcelona, tercera pàtria del tango (avec Xavier Febrés). (1990)[19]
- Cultura rima amb confitura, bases per a un debat sobre la literatura catalana (1980)[20]

## Distinctions
- 2012 : Prix Prudenci Bertrana pour La néta d'Adam[2].